# Premi Sur al millor actor revelació
El Premi Sur al millor actor revelació és un dels premis atorgats per l'Academia de las Artes y Ciencias Cinematográficas de la Argentina (AACCA) en reconeixement d'aquelles actors debutants amb interpretacions destacades en alguna pel·lícula de l'any anterior, els quals són elegits mitjançant una votació realitzada pels integrants de les branques de Direcció, Guió i Interpretació de l'associació.

## Guardonats per any

### Dècada de 2020
| 2020 15a edició | centrado |               |                     |                     |
| 2020 15a edició | centrado | Julián Sorín  | El cuaderno de Tomy | Tomás "Tomy" Corona |
| 2020 15a edició | centrado | Michel Noher  | El encanto          | Juan Pablo "Juampi" |
| 2020 15a edició | centrado | Sergio Prina  | Las siamesas        | Primo               |
| 2020 15a edició | centrado | Thomás Lepera | Yo, adolescente     | Tomás               |

### Década de 2010
| 2019 14a edició | centrado |                       |                               |                      |
| 2019 14a edició | centrado | Sebastián Arzeno      | Las buenas intenciones        | Néstor               |
| 2019 14a edició | centrado | Joaquín Garzón        | Sueño Florianópolis           | Julián               |
| 2019 14a edició | centrado | Alejandro Gigena      | La odisea de los giles        | Eladio Gómez         |
| 2019 14a edició | centrado | Rafael Federman       | Los sonámbulos                | Alejo                |
| 2018 13a edició | centrado |                       |                               |                      |
| 2018 13a edició | centrado | Lorenzo Ferro         | El Ángel                      | Carlos Robledo Puch  |
| 2018 13a edició | centrado | Joel Noguera          | Joel                          | Joel                 |
| 2018 13a edició | centrado | Alejo Mango           | La cama                       | Jorge                |
| 2018 13a edició | centrado | Walter Rodríguez      | Marilyn                       | Marcos / Marilyn     |
| 2017 12a edició | centrado |                       |                               |                      |
| 2017 12a edició | centrado | Lautaro Bettoni       | Temporada de caza             | Nahuel               |
| 2017 12a edició | centrado | Darío Barassi         | El peso de la ley             | Secretario Santi     |
| 2017 12a edició | centrado | Diego De Paula        | El candidato                  | Martín Marchand      |
| 2017 12a edició | centrado | Juan Grandinetti      | Pinamar                       | Pablo                |
| 2016 11a edició | centrado |                       |                               |                      |
| 2016 11a edició | centrado | Marcelo Subiotto      | La luz incidente              | Ernesto              |
| 2016 11a edició | centrado | Diego Cremonesi       | Kryptonita                    | Ráfaga               |
| 2016 11a edició | centrado | Ernesto Suárez        | Camino a La Paz               | Khalil               |
| 2016 11a edició | centrado | Sebastián Wainraich   | Una Noche de Amor             | Leonel               |
| 2015 10a edició | centrado |                       |                               |                      |
| 2015 10a edició | centrado | Peter Lanzani         | El Clan                       | Alejandro Puccio     |
| 2015 10a edició | centrado | Lautaro Murray        | Choele                        | Coco                 |
| 2015 10a edició | centrado | Cristian Salguero     | La patota                     | Ciro                 |
| 2015 10a edició | centrado | Sebastián Molinaro    | Refugiado                     | Matías               |
| 2014 9a edició  | centrado |                       |                               |                      |
| 2014 9a edició  | centrado | Pablo Pinto           | De martes a martes            | Juan Benítez         |
| 2014 9a edició  | centrado | Walter Donado         | Relatos salvajes              | Mario                |
| 2014 9a edició  | centrado | Luis Pfening          | Caíto                         | Luis “Caito” Pfening |
| 2014 9a edició  | centrado | Diego Velázquez       | Relatos salvajes              | El fiscal            |
| 2013 8a edició  | centrado |                       |                               |                      |
| 2013 8a edició  | centrado | Nicolás Francella     | Corazón de León               | Tomás "Toto" Godoy   |
| 2013 8a edició  | centrado | Juan Ignacio Martínez | Wakolda                       | Otto                 |
| 2013 8a edició  | centrado | Nahuel Viale          | Antes                         | Ignacio "Nacho"      |
| 2013 8a edició  | centrado | Nicolás Nakayama      | Samurai                       | Takeo                |
| 2012 7a edició  | centrado |                       |                               |                      |
| 2012 7a edició  | centrado | John McInerny         | El último Elvis               | Carlos Gutiérrez     |
| 2012 7a edició  | centrado | Jorge Drexler         | La suerte en tus manos        | Uriel                |
| 2012 7a edició  | centrado | Teo Gutiérrez Moreno  | Infancia clandestina          | Juan                 |
| 2012 7a edició  | centrado | Germán De Silva       | Las acacias                   | Rubén                |
| 2011 6a edició  | centrado |                       |                               |                      |
| 2011 6a edició  | centrado | Esteban Lamothe       | El estudiante                 | Roque Espinosa       |
| 2011 6a edició  | centrado | Martín Bossi          | Viudas                        | Justina              |
| 2011 6a edició  | centrado | Ignacio Huang         | Un cuento chino               | Jun                  |
| 2011 6a edició  | centrado | Javier De Pietro      | Ausente                       | Martín               |
| 2011 6a edició  | centrado | Yayo Guridi           | Fase 7                        | Horacio Tomasso      |
| 2010 5a edició  | centrado |                       |                               |                      |
| 2010 5a edició  | centrado | Daniel Aráoz          | El hombre de al lado          | Víctor Chubelo       |
| 2010 5a edició  | centrado | Martín Slipak         | Sin retorno                   | Matías Fustiniano    |
| 2010 5a edició  | centrado | Nicolás Treise        | El último verano de la boyita | Mario                |

### Dècada de 2000
| 2009 4a edició   | centrado                      |                        |                           |                     |
| 2009 4a edició   | centrado                      | José Luis Gioia        | El secreto de sus ojos    | Inspector Báez      |
| 2009 4a edició   | centrado                      | Camilo Cuello Vitale   | Las viudas de los jueves  | Juan                |
| 2009 4a edició   | centrado                      | Javier Godino          | El secreto de sus ojos    | Isidoro Gómez       |
| 2009 4a edició   | centrado                      | Sergio Pángaro         | El artista                | Jorge Ramírez       |
| 2009 4a edició   | centrado                      | Ezequiel Tronconi      | La Tigra, Chaco           | Esteban             |
| 2008 3a edició   |                               |                        |                           |                     |
| Hernán Piquín    | Aniceto                       | El Aniceto             |                           |                     |
| Leandro Castello | Rancho aparte                 | Tulio                  |                           |                     |
| Santiago Giralt  | UPA! Una pel·lícula argentina | Fernando               |                           |                     |
| 2007 2a edició   | centrado                      |                        |                           |                     |
| 2007 2a edició   | centrado                      | Daniel Rabinovich      | ¿Quién dice que es fácil? | Simón               |
| 2007 2a edició   | centrado                      | Lucas Ferraro          | Como mariposas en la luz  | Diego               |
| 2007 2a edició   | centrado                      | Guillermo Pfening      | El resultado del amor     | Martín              |
| 2007 2a edició   | centrado                      | Matías Marmorato       | El resultado del amor     | Hugo                |
| 2007 2a edició   | centrado                      | Osmar Núñez            | Mientras tanto            | Martín "Tincho"     |
| 2007 2a edició   | centrado                      | Nicolás Tacconi        | Una novia errante         | Pablo               |
| 2006 1a edició   | centrado                      |                        |                           |                     |
| 2006 1a edició   | centrado                      | Nazareno Casero        | Crónica de una fuga       | Guillermo Fernández |
| 2006 1a edició   | centrado                      | Nahuel Pérez Biscayart | Tatuado                   | Paco                |
| 2006 1a edició   | centrado                      | Martín Piroyansky      | Sofacama                  | Leo                 |